# Helgolandøya
Helgolandøya è un'isola facente parte dell'arcipelago delle isole Kong Karls Land, che a sua volta fanno parte dell'arcipelago delle isole Svalbard, in Norvegia.
Il nome deriva da quello della nave tedesca Helgoland utilizzata durante la Spedizione tedesca nel mare Artico del 1898.
L'isola di Tirpitzøya si trova due km più a sud.